# José Batista Sobrinho
José Batista Sobrinho conhecido como Zé Mineiro (Carmo do Rio Claro, 13 de dezembro de 1933) é um empresário brasileiro.

## Vida
Filho de Lídio José Batista e Maria Zeferino de Souza. É pai dos irmãos Wesley Batista e Joesley Batista, de Júnior Friboi.
Fundou a JBS em 1953 na cidade de Anápolis, no interior de Goiás, no início, com o nome de Casa de Carnes Mineira. A companhia iniciou a expansão de seus negócios a partir da construção de Brasília, quando ficou conhecido por José Sobrinho, passou a comercializar carne para as grandes construtoras e empreiteiras que se instalaram na região com objetivo de construir a nova capital federal. A partir de então a JBS passou a construir uma plataforma de produção de carne para dar início a seu processo de internacionalização. Os filhos, entre eles Joesley, ajudavam no negócio, cuidando desde o controle de caixa, das entregas e até do abate de animais. Nenhum dos filhos de José Sobrinho concluiu o ensino médio por causa da dedicação ao trabalho.
O patriarca esta afastado desde a década de 80 da gestão operacional da empresa, batizada com as iniciais de seu nome.

## Vida pessoal
Tem mais 3 filhas Valére Batista Mendonça Ramos, Vanessa Mendonça Batista e de Viviane Mendonça Batista.